# Graham Atkinson
Graham Atkinson (Liverpool, 17 maggio 1943 – Oxford, 5 gennaio 2017) è stato un calciatore inglese, di ruolo attaccante. È il fratello di Ron Atkinson, che ha giocato anche lui soltanto con l'Oxford United.

## Carriera

### Club
Ha giocato esclusivamente con l'Oxford United, segnando 86 reti in 356 partite giocate tra il 1962 e il 1974.